# Flugplatz Asiago

i7
i11
i13
Der Flugplatz Asiago (italienisch Aeroporto di Asiago “Romeo Sartori”, ICAO-Code: LIDA) ist ein Flugplatz bei Asiago in der norditalienischen Region Venetien.

## Infrastruktur und Nutzung
Der Flugplatz liegt rund einen Kilometer nördlich von Asiago auf der Hochfläche der Sieben Gemeinden in den südlichen Ostalpen auf rund 1140 Metern Höhe. Er verfügt über zwei parallele, rund 1100 Meter lange, in Ost-West-Richtung verlaufende Start- und Landebahnen (08/26), von denen die nördliche Piste asphaltiert ist. Im Nordosten befindet sich ein asphaltiertes Vorfeld mit
kleineren Abfertigungseinrichtungen. Der Flugplatz dient der Allgemeinen Luftfahrt, insbesondere dem Segelflug. Betrieben wird er von dem Unternehmen Aeroporto di Asiago SpA, an dem einige Gemeinden und die IHK Vicenza beteiligt sind.

## Geschichte
Der Flugplatz Asiago entstand im Jahr 1924 anlässlich des ersten internationalen Segelflugwettbewerbs, bei dem der deutsche Segelflugpionier Arthur Martens am 14. Oktober 1924 einen Streckenweltrekord aufstellte. Bis in die 1970er Jahre unterstand das Flugfeld dem Militär, die zivile Mitnutzung war aber gestattet. In den 1960er Jahren verband die Regionalfluggesellschaft Aeralpi Asiago mit Mailand und Cortina d’Ampezzo.
Der Flugplatz ist nach dem aus Roana stammenden Militär- und Testpiloten Romeo Sartori benannt, der 1933 bei einem Flugunfall ums Leben kam.